# Limnophila dasyantha
Limnophila dasyantha är en grobladsväxtart som först beskrevs av Adolf Engler och Gilg, och fick sitt nu gällande namn av Sidney Alfred Skan. Limnophila dasyantha ingår i släktet Limnophila och familjen grobladsväxter. Inga underarter finns listade i Catalogue of Life.